# Уборки (Червенский район)
Уборки (бел. Уборкі) — деревня в Червенском районе Минской области Беларуси. Входит в состав Руднянского сельсовета.

## Географическое положение
Расположена в 26 километрах к северу от Червеня, в 51 км от Минска, в 26 км от железнодорожной станции Смолевичи линии Минск—Орша, на левом берегу реки Уша.

## Археология
В 700 метрах к югу от деревни обнаружено городище, датируемое ранним железным веком.

## История
Хотя эта местность была населена с древних времён, собственно деревня в письменных источниках впервые упоминается в XVIII веке. В 1795 году принадлежала помещику Куневичу. На 1800 год застенок в составе Игуменского уезда Минской губернии, являвшийся шляхетской собственностью, где было 3 двора, жили 19 человек. На 1817 год упоминается как застенок Уборок в 4 двора, где было около 30 жителей. На 1870 год деревня, входившая в состав Гребёнской волости и насчитывавшая 14 душ мужского пола. Согласно переписи населения Российской империи 1897 года здесь было 11 дворов, проживали 80 человек. Недалеко располагалась одноименная околица, также в 11 дворов, здесь жили 83 человека. На 1908 год в деревне было 14 дворов и 112 жителей. На 1917 год дворов было 16, население осталось прежним, вблизи располагалось урочище, где было 3 двора и 28 жителей. С февраля по декабрь 1918 года деревня была оккупирована немцами, с августа 1919 по июль 1920 — поляками. 20 августа 1924 года вошла в состав вновь образованного Руднянского сельсовета Червенского района Минского округа (с 20 февраля 1938 — Минской области). Согласно переписи населения СССР 1926 года здесь было 33 двора, где проживали 198 человек. В 1930-е годы в деревне был организован колхоз «Челюскинец», при нём работала кузница. Во время Великой Отечественной войны деревня была оккупирована немецко-фашистскими захватчиками в конце июня 1941 года. В лесах в районе деревни развернули активную деятельность партизаны бригад «Разгром» и имени Щорса. 13 жителей деревни погибли на фронтах. Освобождена в начале июля 1944 года. На 1960 год население деревни составило 174 человека. В 1980-е годы она относилась к совхозу имени Ивана Мичурина. На 1997 год в деревне был 31 двор и 65 жителей. На 2013 год 5 круглогодично жилых домов, 12 постоянных жителей.

## Население
- 1800 — 3 двора, 19 жителей
- 1817 — 4 двора, ~30 жителей
- 1870 — 14 мужчин
- 1897 — 11 дворов, 80 жителей + 11 дворов, 83 жителя
- 1908 — 14 дворов, 112 жителей
- 1917 — 16 дворов, 112 жителей + 3 двора, 28 жителей
- 1926 — 33 двора, 198 жителей
- 1960 — 174 жителя
- 1997 — 31 двор, 65 жителей
- 2013 — 5 дворов, 12 жителей

## Известные уроженцы
- Горавский, Аполлинарий Гиляриевич — белорусский и российский живописец конца XIX века.
- Горавский, Ипполит Гиляриевич — белорусский художник, брат Аполлинария Горавского.
- Горавский, Гилярий Гиляриевич — белорусский художник, брат Аполлинария Горавского.